# Santoyo
Santoyo is een gemeente in de Spaanse provincie Palencia in de regio Castilië en León met een oppervlakte van 34,69 km². Santoyo telt 218 inwoners (1 januari 2016).

## Demografische ontwikkeling
Bron: INE, 1857-2011: volkstellingen
Opm.: In 1857 werd de gemeente Santiago del Val aangehecht